# Łysa Góra (Beskid Morawsko-Śląski)

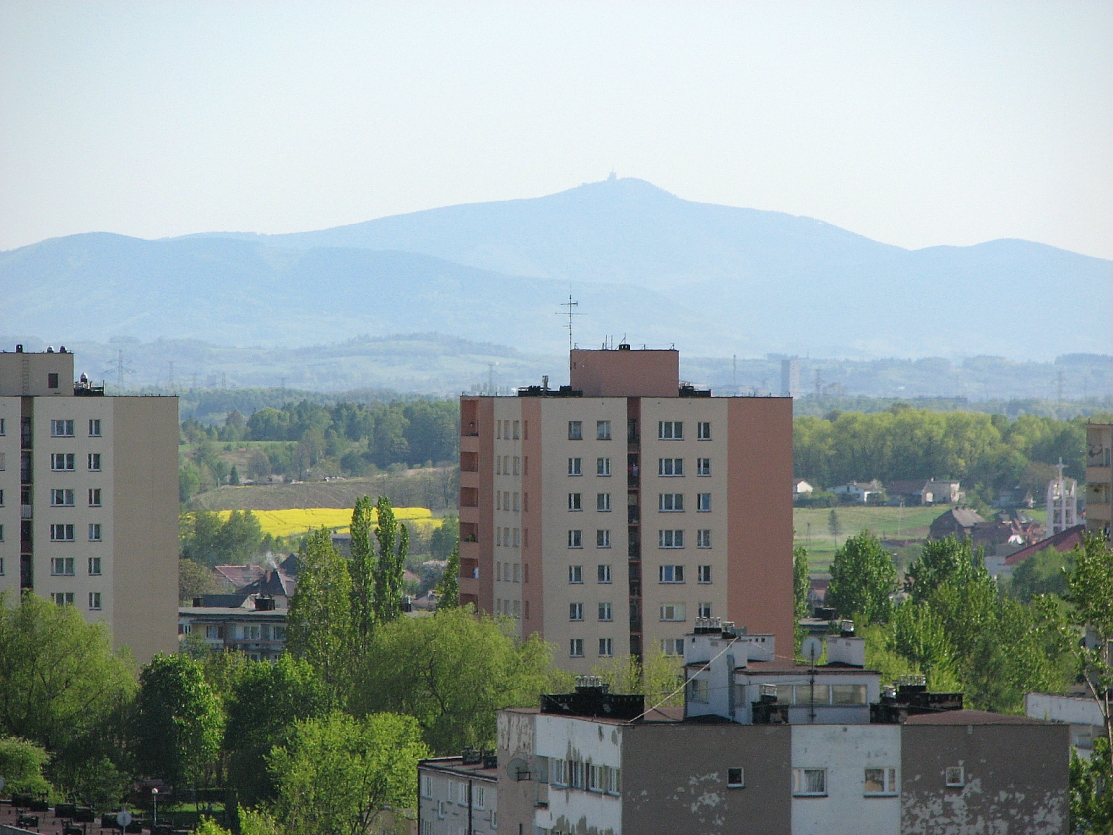
Lysá hora, widok z Jastrzębia-Zdroju

Łysa Góra (cz. Lysá hora, ciesz. Gigula, niem. Lysa – Berg, Kahlberg; 1324 m n.p.m.) – najwyższy szczyt pasma Beskidu Morawsko-Śląskiego i jednocześnie najwyższa góra Śląska Cieszyńskiego.
W pobliżu szczytu, na wysokości 1313 m n.p.m. znajduje się 78-metrowy przekaźnik telewizyjny (potężna bryła obiektu wybudowana w 1980 jest widoczna z daleka), a na wysokości 1320 m n.p.m. obserwatorium meteorologiczne – pierwsze przyrządy pojawiły się na szczycie jeszcze pod koniec XIX wieku, następnie nowoczesną aparaturę zainstalowali żołnierze Wehrmachtu podczas II wojny światowej. Działała ona do 1953 r., później wybudowano obecny budynek (ok. 1954).
Turystom do niedawna służyło schronisko turystyczne (jedyny ocalały obiekt z dawnego kompleksu) i chata narciarzy z 1950, a nad bezpieczeństwem czuwa Służba Górska (Horská služba), mieszcząca się w budynku z 1976. Od 2015 roku na szczycie ponownie działają dwa schroniska, wybudowane od podstaw w miejscu starszych obiektów: „Bezručova chata” i „Chata Emil Zátopek – Maraton”.
Ze szczytu Łysej Góry rozpościera się widok w stronę północną i południową. Widać również część polskiego Górnego Śląska.
Łysa Góra była w latach 1939–1945 najwyższą górą Protektoratu Czech i Moraw. 
Szlaki turystyczne z Łysej Góry: 
- – Smrk – 12,5 km przez zbiornik wodny Šance – 7 km.
- – Krásná – 7 km.
- – Ostravice – 8,5 km.
- – Ježánky – 8 km.
- – Frýdlant nad Ostravicí – 11 km.

## Ochrona przyrody
Cały masyw Łysej Góry znajduje się na terenie Obszaru Chronionego Krajobrazu Beskidy (CHKO Beskydy). Ponadto zachodnie i przyszczytowe stoki góry chronione są w postaci narodowego rezerwatu przyrody Mazák. Od strony północnej przylega do niego rezerwat przyrody Malenovický kotel a od południowo-zachodniej rezerwat przyrody Mazácký Grúnik.

## Galeria

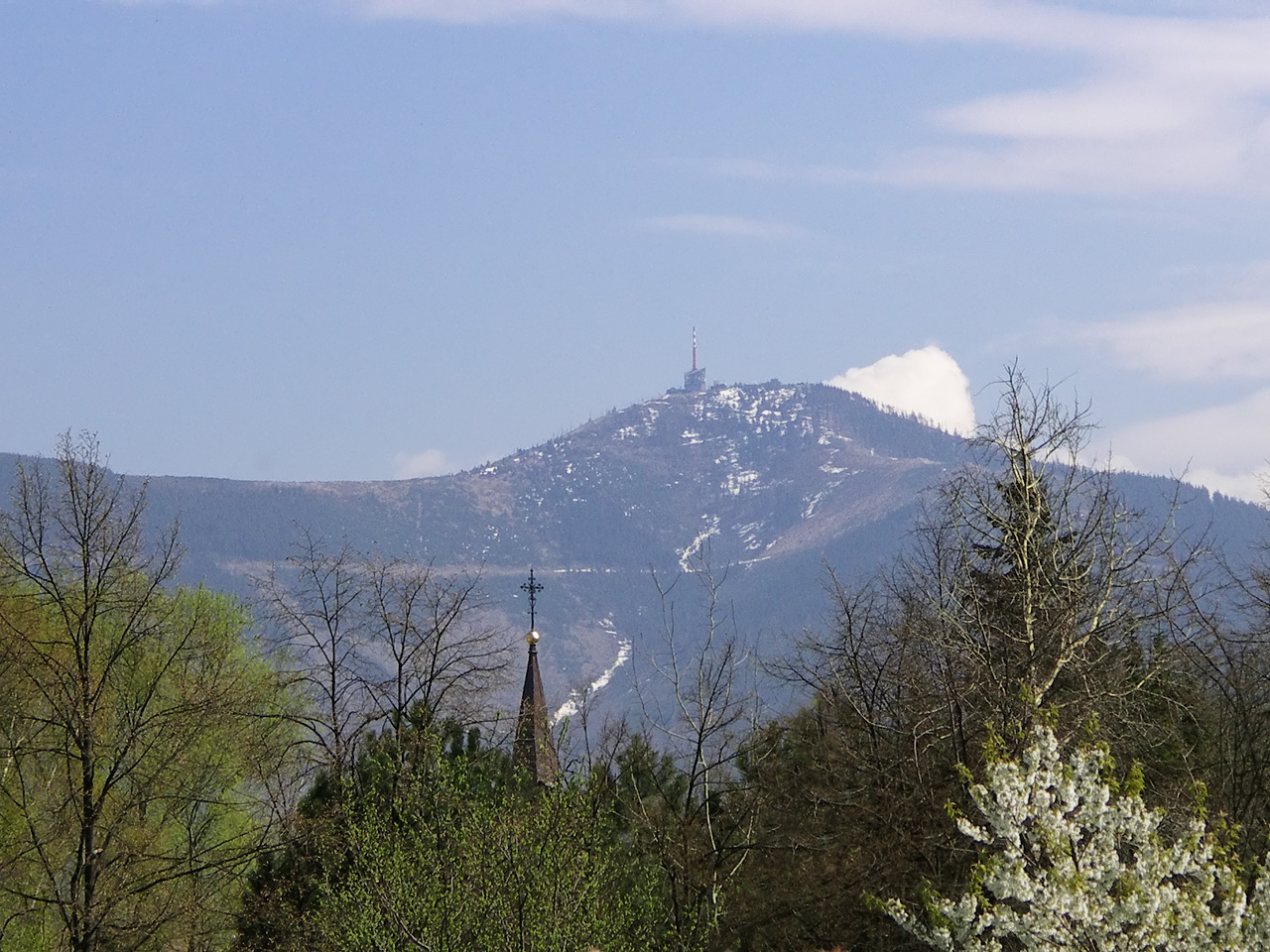
Widok na Łysą Górę z Frydlantu nad Ostrawicą
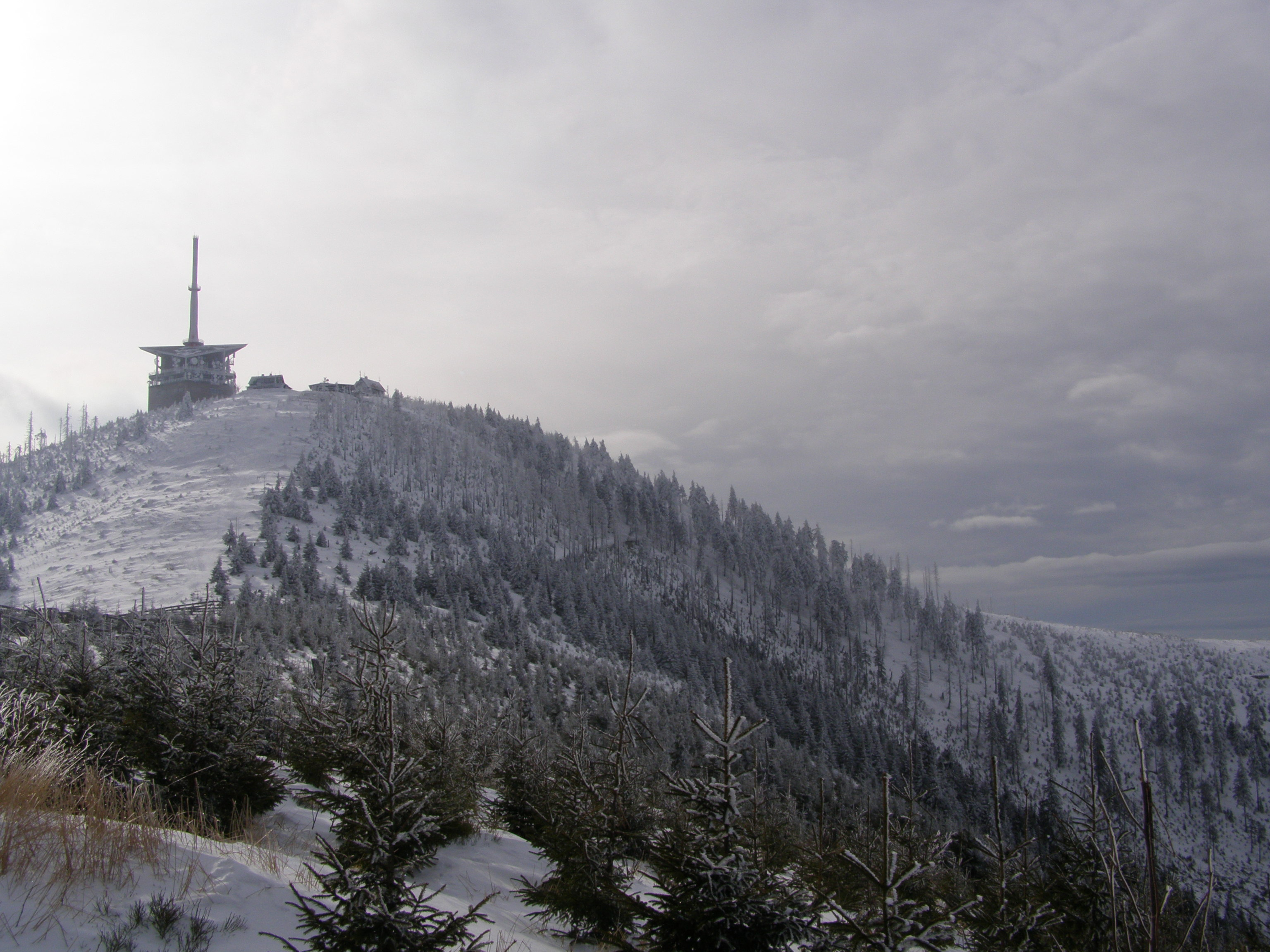
Szczyt Łysej Góry widziany z przełęczy Malchora
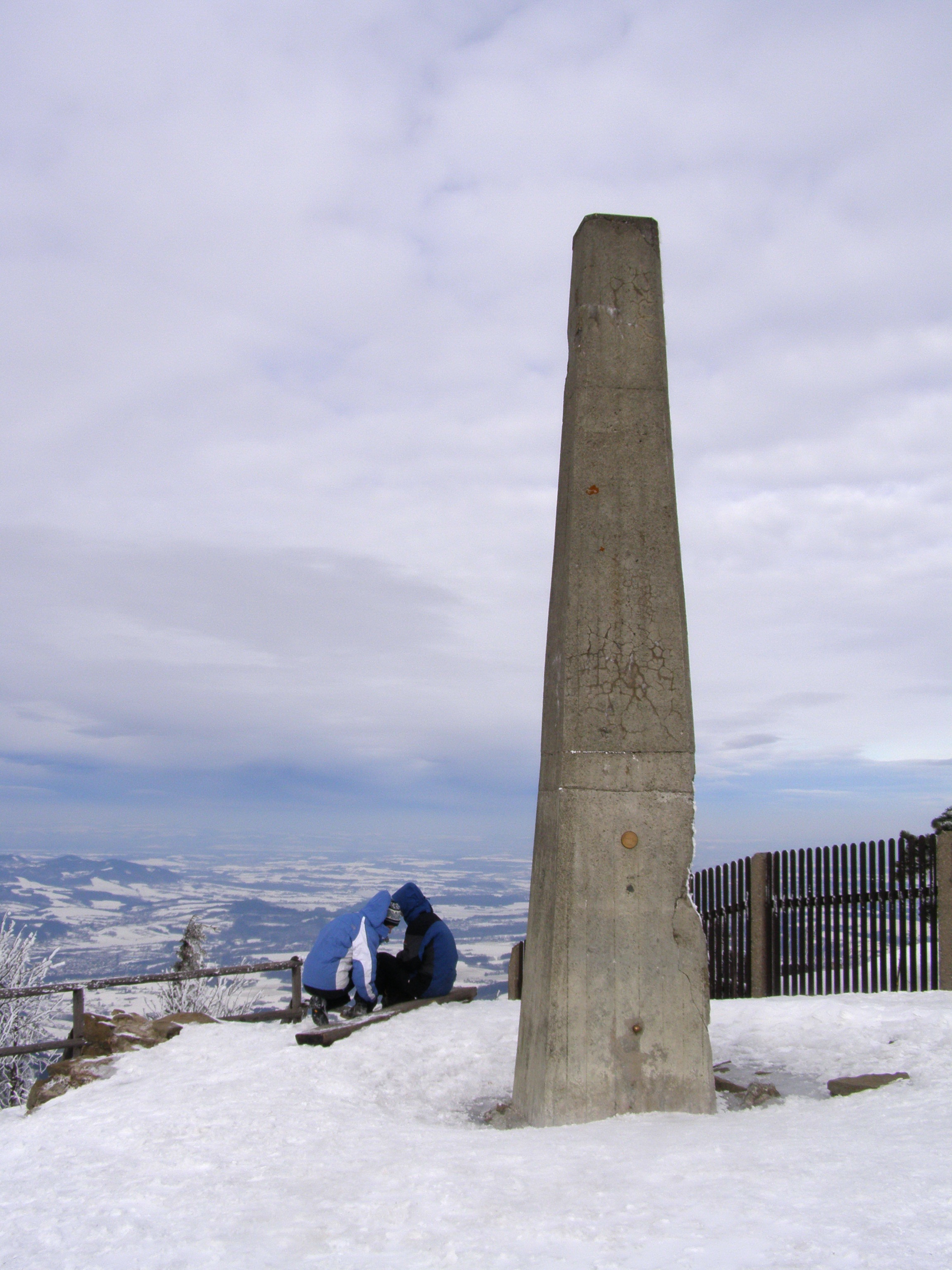
Kamienny pomnik ku czci hokeisty i trenera Ivana Hlinki na szczycie Łysej Góry wzniesiony w 2004 roku
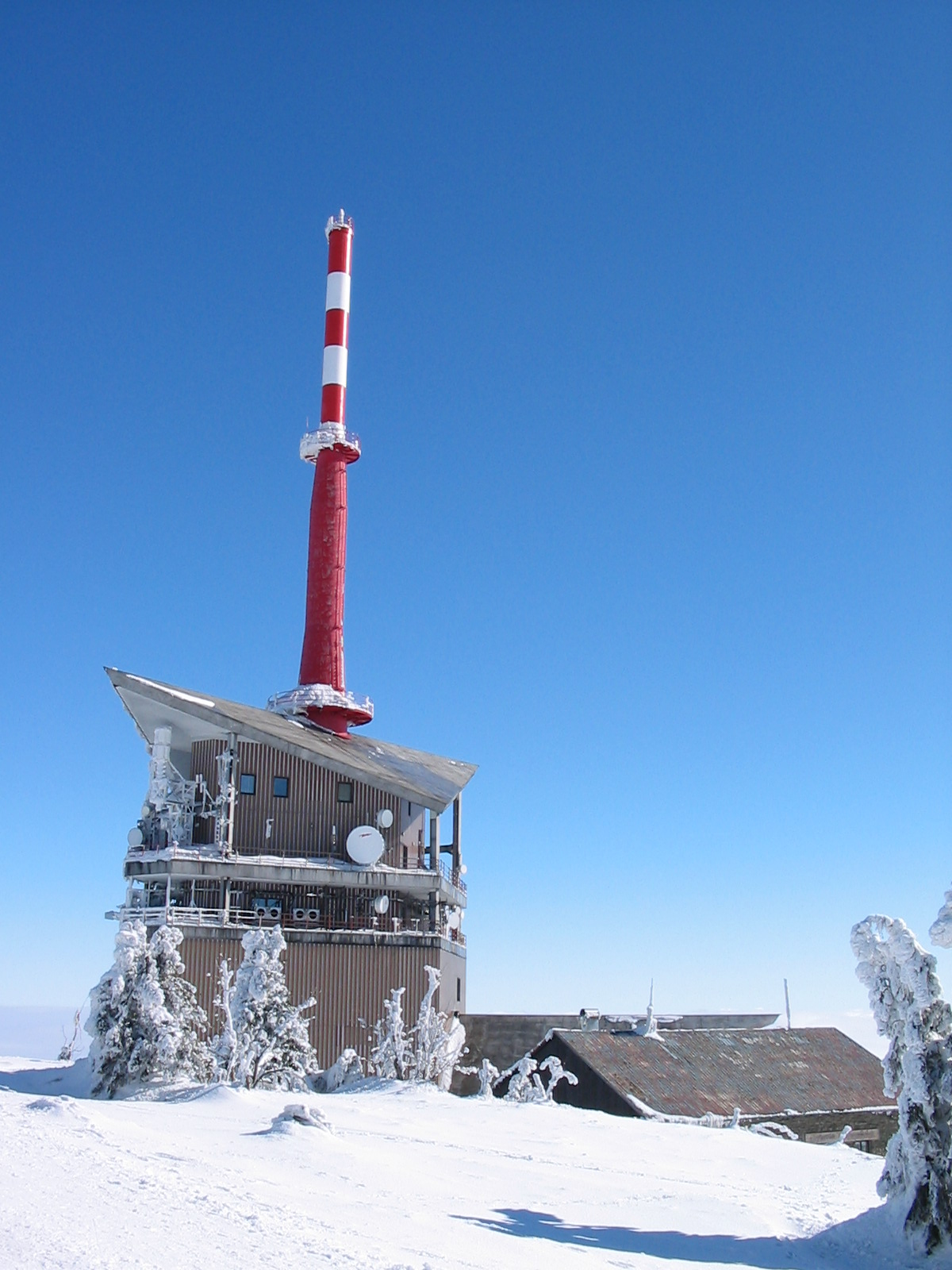
Wieża radiowo-telewizyjna na Łysej Górze
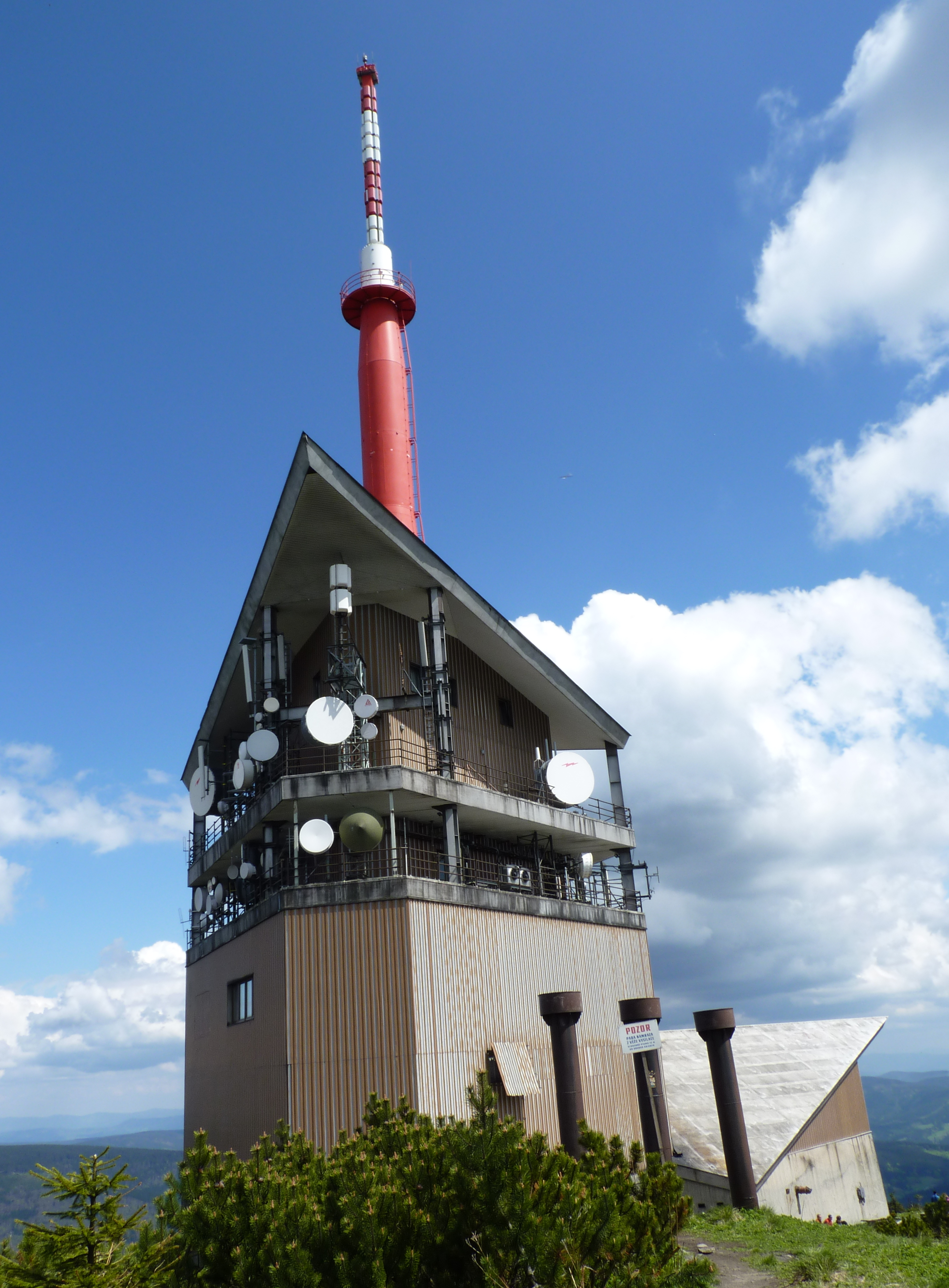
Wieża radiowo-telewizyjna na Łysej Górze widziana z bliska
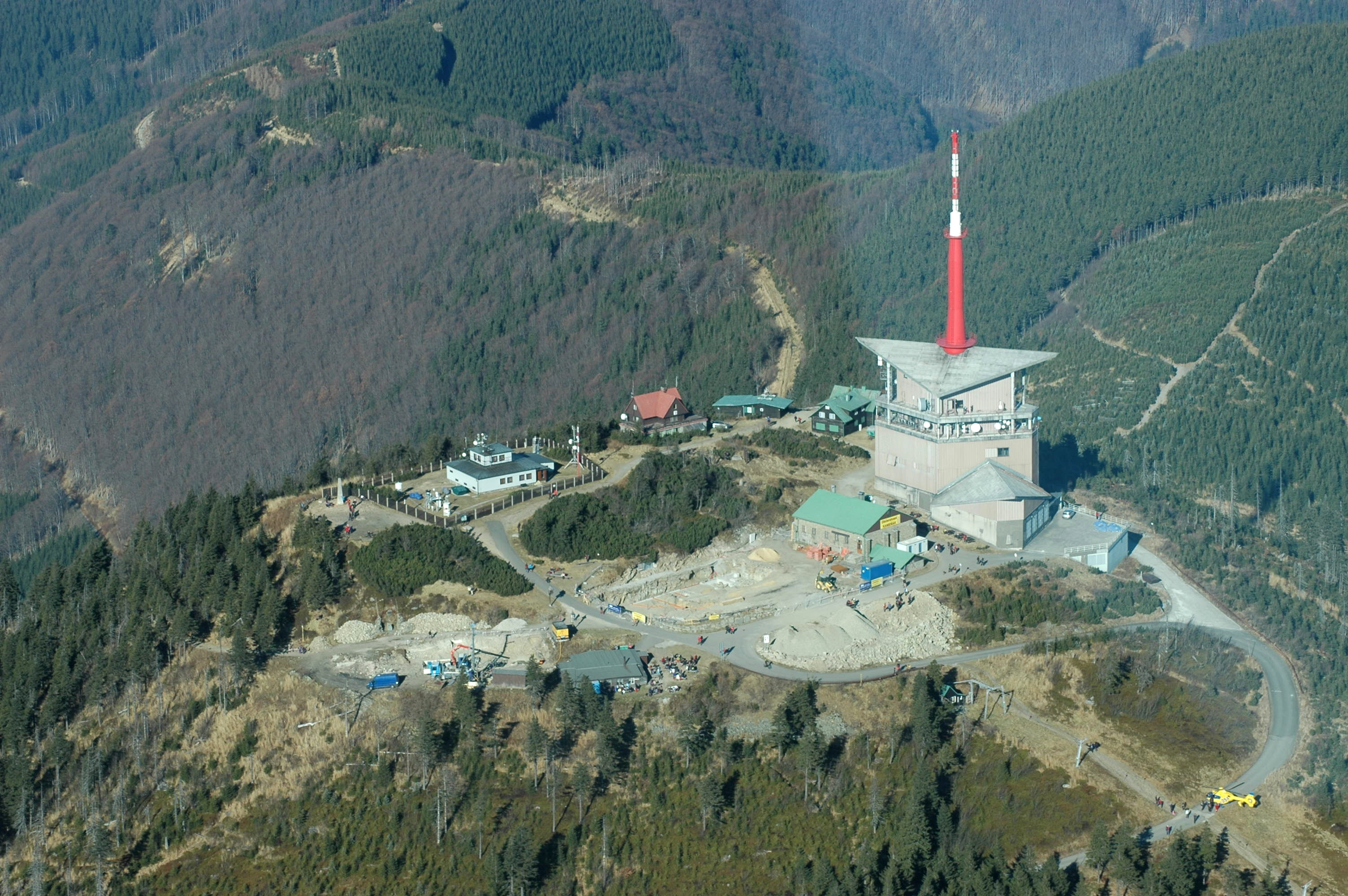
Ogólny widok na szczyt Łysej Góry
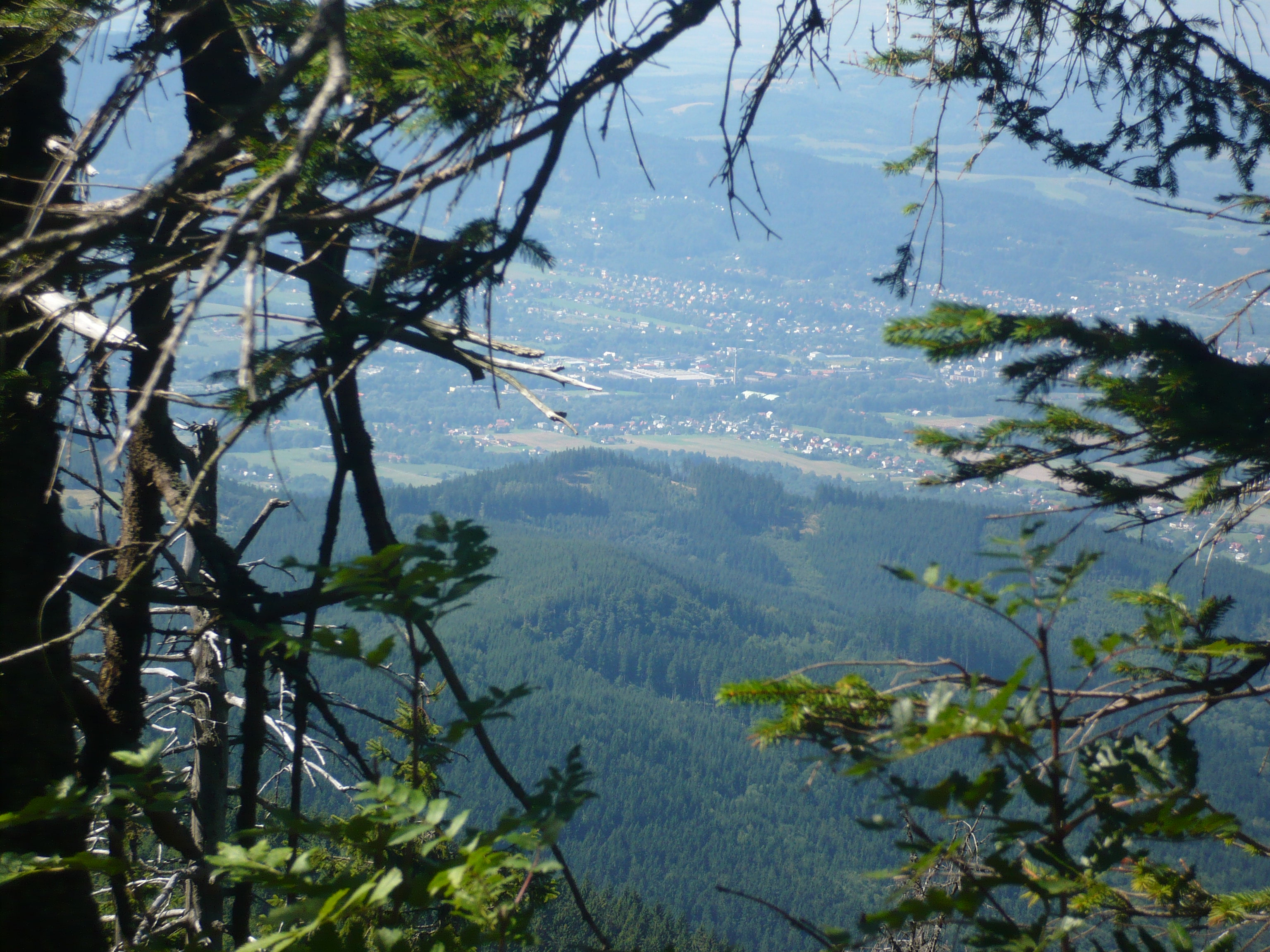
Widok z Łysej Góry na Ostrawicę